# Открытый чемпионат Германии по теннису среди мужчин 2006
Открытый чемпионат Германии среди мужчин 2006 — 100-й розыгрыш ежегодного профессионального теннисного турнира среди мужчин, проводящегося в немецком городе Гамбург и являющегося частью тура ATP в рамках серии Мастерс.
В 2006 году турнир прошёл с 15 по 22 мая. Соревнование продолжало околоевропейскую серию грунтовых турниров, подготовительную к Ролан Гаррос.
Прошлогодние победители:
- в одиночном разряде —  Роджер Федерер
- в парном разряде —  Йонас Бьоркман и  Максим Мирный

## Соревнования

### Одиночный турнир
Томми Робредо обыграл  Радека Штепанека со счётом 6-1, 6-3, 6-3.
- Робредо выигрывает 1-й титул в сезоне и 3-й за карьеру в основном туре ассоциации.
- Штепанек уступает 1-й финал в сезоне и 4-й за карьеру в основном туре ассоциации.

### Парный турнир
Кевин Ульетт /  Пол Хенли обыграли  Даниэль Нестора /  Марка Ноулза со счётом 6-2, 7-6(8).
- Ульетт выигрывает 3-й титул в сезоне и 27-й за карьеру в основном туре ассоциации.
- Хенли выигрывает 3-й титул в сезоне и 16-й за карьеру в основном туре ассоциации.